# リティカー・シン
リティカー・シン（Ritika Singh）は、インドのタミル語映画で活動する女優。代表作には『最終ラウンド』があり、同作及びリメイク作品の『Guru』でフィルムフェア賞、フィルムフェア賞 南インド映画部門を受賞している。

## キャリア

### 格闘家
リティカー・シンは父親からキックボクシングと総合格闘技の技術を学び、2009年アジアインドアゲームズにキックボクシング選手として出場した。また、2012年にはSuper Fight League 1に総合格闘技選手として出場している。

### 女優

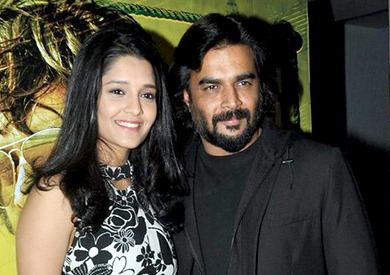
『最終ラウンド』特別上映会に出席するリティカー・シン、R・マーダヴァン（2016年）

2016年に『最終ラウンド』で女優デビューした。彼女はSuper Fight Leagueの広告に掲載された際にスダー・コーングラーの目に留まり、Super Fight League会長ラージ・クンドラを介して『最終ラウンド』のオーディションを受けて合格し、チェンナイのスラム街で育った主人公マディに起用された。彼女を起用した理由について、スダー・コーングラーは『最終ラウンド』がボクシングを題材にした作品であることから、「主人公には女優ではなくプロのボクサーを起用したいと思っていた」と語っている。同作はヒンディー語・タミル語の二言語版が製作され、マディの師匠役としてR・マーダヴァンが起用されたほか、ラージクマール・ヒラーニがヒンディー語版のプロデューサーを務めている。リティカー・シンの演技は批評家から絶賛され、国家映画賞 特別賞を受賞した。同年はM・マニカンダンの『Aandavan Kattalai』にも出演し、2017年には『最終ラウンド』のテルグ語リメイク版である『Guru』に出演した。その後、P・ヴァースの『Shivalinga』やハリ・ナートの『Neevevaro』に出演し、2020年には『Oh My Kadavule』でアショーク・セルヴァンと共演している。2023年に『InCar』で主演を務めた後、配信ドラマシリーズの『Story of Things』『Bench Life』に出演した。2024年には『銃弾と正義』でラジニカーントと共演している。

## フィルモグラフィー

### 映画
| 年   | 作品                       | 役名                       | 言語           | 備考       |
| ---- | -------------------------- | -------------------------- | -------------- | ---------- |
| 2016 | 最終ラウンド               | エリル・マディ             | タミル語       | 多言語映画 |
| 2016 | 最終ラウンド               | エリル・マディ             | ヒンディー語   | 多言語映画 |
| 2016 | Aandavan Kattalai          | カルメガ・クラリ           | タミル語       | [ 17 ]     |
| 2017 | Guru                       | ラメーシュワリ（ラムル）   | テルグ語       |            |
| 2017 | Shivalinga                 | サティヤ                   | タミル語       | [ 18 ]     |
| 2018 | Neevevaro                  | アヌ                       | テルグ語       |            |
| 2020 | Oh My Kadavule             | アヌ・ポールラージ         | タミル語       | [ 19 ]     |
| 2023 | InCar                      | サクシ・グラティ           | ヒンディー語   |            |
| 2023 | Kolai                      | サンディヤ・モーハンラージ | タミル語       |            |
| 2023 | King of Kotha              | 本人役                     | マラヤーラム語 | カメオ出演 |
| 2024 | Valari                     | ディヴィヤ・ダルシニ       | テルグ語       |            |
| 2024 | Mazhai Pidikkatha Manithan | 本人役                     | タミル語       | カメオ出演 |
| 2024 | 銃弾と正義                 | ルーパ・キラン             | タミル語       |            |

### ドラマシリーズ
| 年   | 作品            | 役名                   | 言語     | 配信/放送局 | 備考                           | 出典   |
| ---- | --------------- | ---------------------- | -------- | ----------- | ------------------------------ | ------ |
| 2023 | Story of Things | シュルティ             | タミル語 | Sony LIV    | エピソード「Compressor」に出演 | [ 20 ] |
| 2024 | Bench Life      | ミーナクシ・シャルマー | テルグ語 | Sony LIV    |                                |        |

## 受賞歴

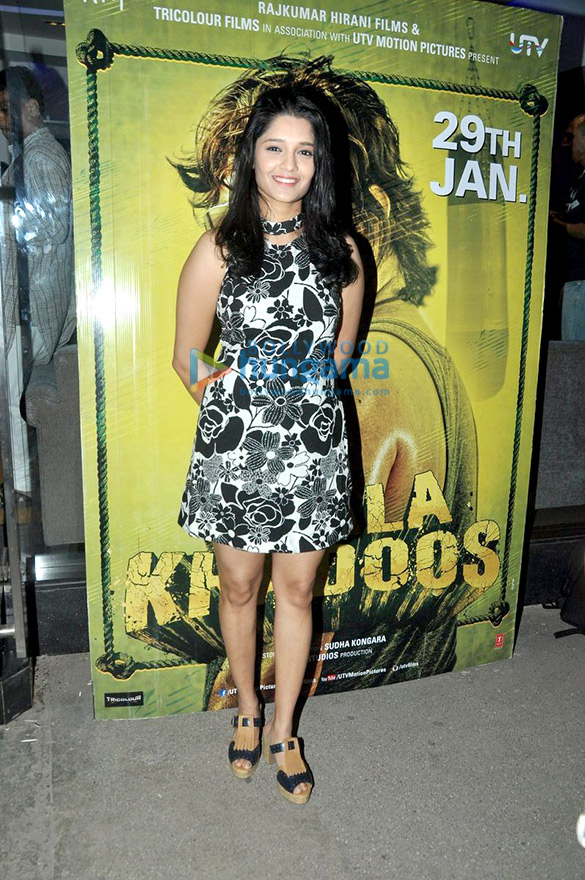
『最終ラウンド』特別上映会に出席するリティカー・シン（2016年）

| 年                                | 部門                             | 作品             | 結果       | 出典       |
| 国家映画賞                        | 国家映画賞                       | 国家映画賞       | 国家映画賞 | 国家映画賞 |
| --------------------------------- | -------------------------------- | ---------------- | ---------- | ---------- |
| 2016年                            | 特別賞                           | 『最終ラウンド』 | 受賞       | [ 7 ]      |
| フィルムフェア賞                  |                                  |                  |            |            |
| 2017年                            | 新人女優賞                       | 『最終ラウンド』 | 受賞       | [ 21 ]     |
| フィルムフェア賞 南インド映画部門 |                                  |                  |            |            |
| 2017年                            | タミル語映画部門主演女優賞       | 『最終ラウンド』 | 受賞       | [ 22 ]     |
| 2018年                            | テルグ語映画部門主演女優賞       | 『Guru』         | ノミネート | [ 23 ]     |
| 2018年                            | テルグ語映画部門審査員選出女優賞 | 『Guru』         | 受賞       | [ 23 ]     |
| 南インド国際映画賞                |                                  |                  |            |            |
| 2017年                            | タミル語映画部門新人女優賞       | 『最終ラウンド』 | 受賞       | [ 24 ]     |
| 2018年                            | テルグ語映画部門主演女優賞       | 『Guru』         | ノミネート | [ 25 ]     |
| 2018年                            | テルグ語映画部門審査員選出女優賞 | 『Guru』         | 受賞       | [ 25 ]     |
| IIFAウトサヴァム                  |                                  |                  |            |            |
| 2017年                            | タミル語映画部門主演女優賞       | 『最終ラウンド』 | 受賞       | [ 26 ]     |
| タミル・ナードゥ州映画賞          |                                  |                  |            |            |
| 2015年                            | 特別賞                           | 『最終ラウンド』 | 受賞       | [ 27 ]     |
| アーナンダ・ヴィカタン映画賞      |                                  |                  |            |            |
| 2017年                            | 主演女優賞                       | 『最終ラウンド』 | 受賞       | [ 28 ]     |
| ジー・シネ・アワード              |                                  |                  |            |            |
| 2017年                            | 新人女優賞                       | 『最終ラウンド』 | 受賞       | [ 29 ]     |